# Kuwaits damlandslag i fotboll

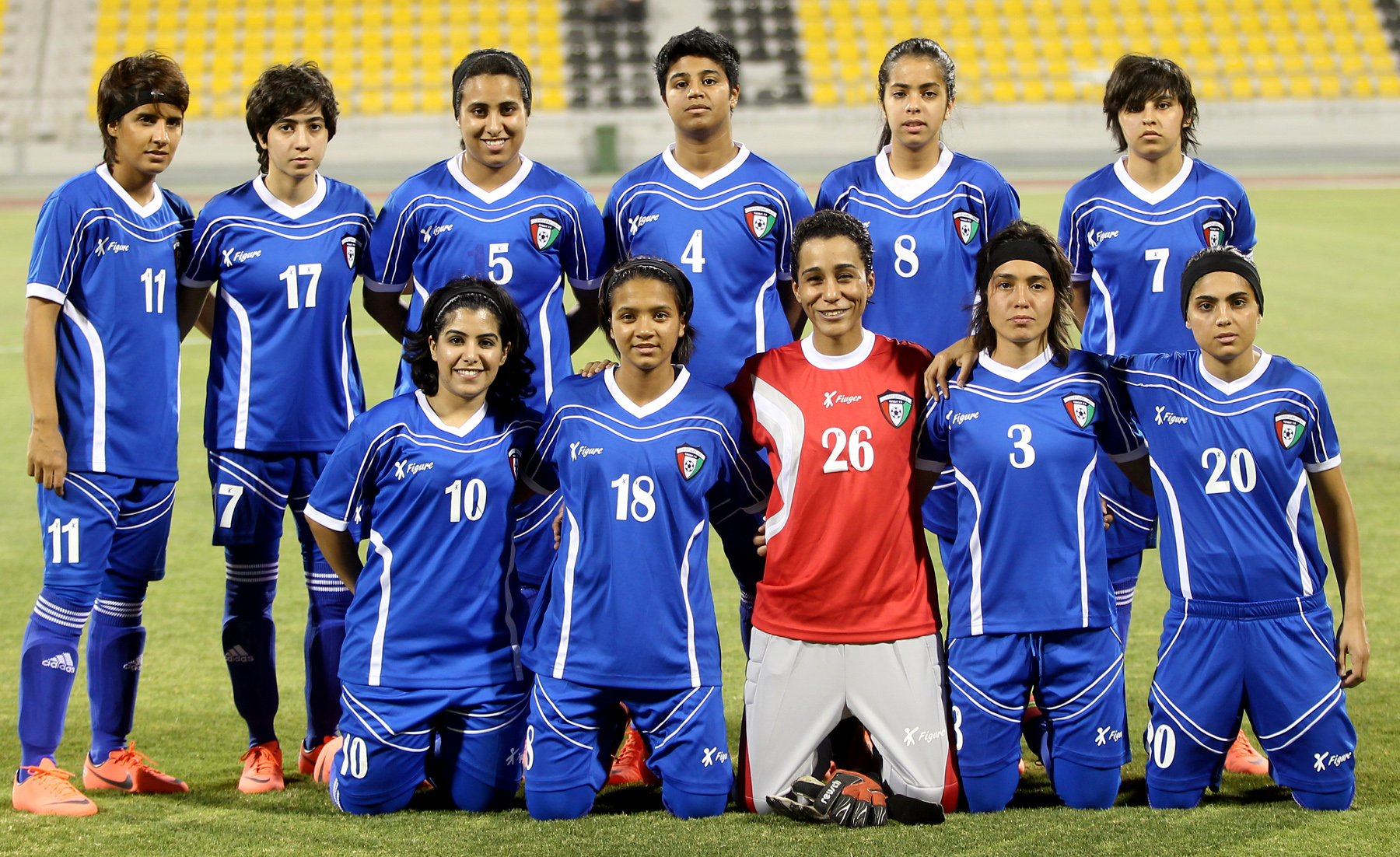
Kuwaits damlandslag inför en vänskapsmatch mot Qatar 2012.

Kuwaits damlandslag i fotboll representerar Kuwait i fotboll på damsidan. Dess förbund är Kuwait Football Association.